# Federica Enrichetta di Anhalt-Bernburg
Federica Enrichetta di Anhalt-Bernburg (Bernburg, 24 gennaio 1702 – Köthen, 4 aprile 1723) fu una nobile dell'Anhalt-Bernburg e principessa dell'Anhalt-Köthen.

## Biografia
Era figlia di Carlo Federico di Anhalt-Bernburg, principe di Anhalt-Bernburg dal 1718 al 1721, e di Sofia Albertina di Solms-Sonnenwalde
Venne data in sposa a Leopoldo di Anhalt-Köthen, principe di Anhalt-Köthen dal 1704 al 1728; il matrimonio venne celebrato a Bernburg l'11 dicembre 1721 e sanciva l'unione di due rami diversi della dinastia degli Ascanidi.
L'unione risultò anche feconda: Federica Enrichetta infatti risultò, poco tempo dopo le nozze, incinta del primo figlio e nacque una bambina:
- Gisella Agnese (Köthen, 21 settembre 1722-Dessau, 20 aprile 1751).

Gisella risultò l'unica figlia della coppia: Federica, già indebolita dal parto, si ammalò gravemente qualche mese dopo e morì il 4 aprile 1723. Suo marito, per avere un erede maschio, si risposò due anni dopo con Carlotta Federica di Nassau-Siegen dalla quale ebbe due bambini morti in tenere età. Gisella Agnese invece riuscì a raggiungere l'età adulta e venne data in sposa nel 1737 al principe Leopoldo II di Anhalt-Dessau.

## Ascendenza
|                                          |                                       |                                                 | Genitori                                  |  |  | Nonni |  |  | Bisnonni                        |  |  | Trisnonni                      |  |
|                                          |                                       |                                                 |                                           |  |  |       |  |  | Cristiano II di Anhalt-Bernburg |  |  | Cristiano I di Anhalt-Bernburg |  |
|                                          |                                       |                                                 |                                           |  |  |       |  |  | Cristiano II di Anhalt-Bernburg |  |  | Cristiano I di Anhalt-Bernburg |  |
|                                          |                                       | Anna di Bentheim-Tecklenburg                    |                                           |  |  |       |  |  | Cristiano II di Anhalt-Bernburg |  |  |                                |  |
| Vittorio Amedeo di Anhalt-Bernburg       |                                       |                                                 |                                           |  |  |       |  |  | Cristiano II di Anhalt-Bernburg |  |  |                                |  |
|                                          |                                       | Eleonora Sofia di Schleswig-Holstein-Sonderburg | Giovanni di Schleswig-Holstein-Sonderburg |  |  |       |  |  |                                 |  |  |                                |  |
|                                          |                                       | Eleonora Sofia di Schleswig-Holstein-Sonderburg | Giovanni di Schleswig-Holstein-Sonderburg |  |  |       |  |  |                                 |  |  |                                |  |
|                                          |                                       | Eleonora Sofia di Schleswig-Holstein-Sonderburg | Agnese Edvige di Anhalt                   |  |  |       |  |  |                                 |  |  |                                |  |
| Carlo Federico di Anhalt-Bernburg        |                                       | Eleonora Sofia di Schleswig-Holstein-Sonderburg |                                           |  |  |       |  |  |                                 |  |  |                                |  |
|                                          |                                       | Federico del Palatinato-Zweibrücken-Veldenz     | Giovanni II del Palatinato-Zweibrücken    |  |  |       |  |  |                                 |  |  |                                |  |
|                                          |                                       | Federico del Palatinato-Zweibrücken-Veldenz     | Giovanni II del Palatinato-Zweibrücken    |  |  |       |  |  |                                 |  |  |                                |  |
|                                          |                                       | Federico del Palatinato-Zweibrücken-Veldenz     | Luisa Giuliana del Palatinato             |  |  |       |  |  |                                 |  |  |                                |  |
| Elisabetta del Palatinato-Zweibrücken    |                                       | Federico del Palatinato-Zweibrücken-Veldenz     |                                           |  |  |       |  |  |                                 |  |  |                                |  |
|                                          |                                       | Anna Giuliana di Nassau-Dillenburg              | Guglielmo Luigi di Nassau-Saarbrücken     |  |  |       |  |  |                                 |  |  |                                |  |
|                                          |                                       | Anna Giuliana di Nassau-Dillenburg              | Guglielmo Luigi di Nassau-Saarbrücken     |  |  |       |  |  |                                 |  |  |                                |  |
|                                          |                                       | Anna Giuliana di Nassau-Dillenburg              | Anna Amalia di Baden-Durlach              |  |  |       |  |  |                                 |  |  |                                |  |
| Federica Enrichetta di Anhalt-Bernburg   |                                       | Anna Giuliana di Nassau-Dillenburg              |                                           |  |  |       |  |  |                                 |  |  |                                |  |
|                                          | Enrico Guglielmo di Solms-Sonnenwalde | Giorgio Federico I di Solms-Sonnenwalde         |                                           |  |  |       |  |  |                                 |  |  |                                |  |
|                                          | Enrico Guglielmo di Solms-Sonnenwalde | Giorgio Federico I di Solms-Sonnenwalde         |                                           |  |  |       |  |  |                                 |  |  |                                |  |
|                                          | Enrico Guglielmo di Solms-Sonnenwalde | Anna Sofia di Anhalt-Bernburg                   |                                           |  |  |       |  |  |                                 |  |  |                                |  |
| Giorgio Federico II di Solms-Sonnenwalde | Enrico Guglielmo di Solms-Sonnenwalde |                                                 |                                           |  |  |       |  |  |                                 |  |  |                                |  |
|                                          |                                       | Maria Maddalena di Oettingen-Oettingen          | Ludovico Eberardo di Oettingen-Oettingen  |  |  |       |  |  |                                 |  |  |                                |  |
|                                          |                                       | Maria Maddalena di Oettingen-Oettingen          | Ludovico Eberardo di Oettingen-Oettingen  |  |  |       |  |  |                                 |  |  |                                |  |
|                                          |                                       | Maria Maddalena di Oettingen-Oettingen          | Margherita di Oettingen-Oettingen         |  |  |       |  |  |                                 |  |  |                                |  |
| Sofia Albertina di Solms-Sonnenwalde     |                                       | Maria Maddalena di Oettingen-Oettingen          |                                           |  |  |       |  |  |                                 |  |  |                                |  |
|                                          |                                       | Cristiano II di Anhalt-Bernburg                 | Cristiano I di Anhalt-Bernburg            |  |  |       |  |  |                                 |  |  |                                |  |
|                                          |                                       | Cristiano II di Anhalt-Bernburg                 | Cristiano I di Anhalt-Bernburg            |  |  |       |  |  |                                 |  |  |                                |  |
|                                          |                                       | Cristiano II di Anhalt-Bernburg                 | Anna di Bentheim-Tecklenburg              |  |  |       |  |  |                                 |  |  |                                |  |
| Anna Sofia di Anhalt-Bernburg            |                                       | Cristiano II di Anhalt-Bernburg                 |                                           |  |  |       |  |  |                                 |  |  |                                |  |
|                                          |                                       | Eleonora Sofia di Schleswig-Holstein-Sonderburg | Giovanni di Schleswig-Holstein-Sonderburg |  |  |       |  |  |                                 |  |  |                                |  |
|                                          |                                       | Eleonora Sofia di Schleswig-Holstein-Sonderburg | Giovanni di Schleswig-Holstein-Sonderburg |  |  |       |  |  |                                 |  |  |                                |  |
|                                          |                                       | Eleonora Sofia di Schleswig-Holstein-Sonderburg | Agnese Edvige di Anhalt                   |  |  |       |  |  |                                 |  |  |                                |  |
|                                          |                                       | Eleonora Sofia di Schleswig-Holstein-Sonderburg |                                           |  |  |       |  |  |                                 |  |  |                                |  |